# 길원여자고등학교
길원여자고등학교(吉原女子高等學校)는 대한민국 경상북도 안동시 안막동에 있는 사립 고등학교이다.

## 학교 연혁
- 1973년 6월 20일 : 길원여자고등학교(가칭) 인가
- 1973년 6월 20일 : 학교법인 계몽학원 설립 인가
- 1973년 6월 20일 : 초대 이사장 김원대 선생 취임
- 1973년 9월 20일 : 본관 건물 기공
- 1974년 1월 5일 : 길원여자고등학교 6학급 설립 인가
- 1974년 3월 1일 : 초대 교장 김휘준 선생 취임
- 1974년 3월 5일 : 제1회 신입생 입학식
- 1974년 10월 19일 : 개교식
- 1975년 9월 30일 : 본관 4층 준공
- 1976년 5월 20일 : 생활관 및 기숙사 준공
- 1977년 1월 18일 : 제1회 졸업식
- 1979년 10월 19일 : 학년당 10학급 인가
- 1980년 10월 19일 : 체육관 및 명덕관 12교실 준공
- 2000년 9월 1일 : 학교급식소 준공
- 2002년 11월 25일 : 기숙사 시습재 준공
- 2006년 4월 3일 : 옥진관 개축 개관
- 2007년 10월 19일 : 설립이사장 김원대 선생 흉상 제막
- 2016년 12월 29일 : 구정홀(다목적 소강당) 준공
- 2018년 2월 28일 : 도서관 현대화 사업 완료
- 2019년 7월 25일 : 제4대 이사장 김창훈 선생 취임
- 2021년 3월 2일 : 제8대 교장 강중호 선생 취임
- 2022년 3월 14일 : 인공지능(AI)교육 선도학교 지정 및 운영
- 2023년 12월 29일 : 제48회 졸업식(졸업생누계 16,513명)
- 2024년 3월 4일 : 제51회 신입생 입학(127명)

## 참고 자료
- 길원여자고등학교 - 한국교육학술정보원 학교알리미